# Manilla (Iowa)
Manilla es una ciudad ubicada en el condado de Crawford en el estado estadounidense de Iowa. En el Censo de 2010 tenía una población de 776 habitantes y una densidad poblacional de 290,04 personas por km².

## Geografía
Manilla se encuentra ubicada en las coordenadas 41°53′32″N 95°14′4″O / 41.89222, -95.23444. Según la Oficina del Censo de los Estados Unidos, Manilla tiene una superficie total de 2.68 km², de la cual 2.68 km² corresponden a tierra firme y (0%) 0 km² es agua.

## Demografía
Según el censo de 2010, había 776 personas residiendo en Manilla. La densidad de población era de 290,04 hab./km². De los 776 habitantes, Manilla estaba compuesto por el 97.94% blancos, el 0% eran afroamericanos, el 0% eran amerindios, el 0.13% eran asiáticos, el 0% eran isleños del Pacífico, el 1.16% eran de otras razas y el 0.77% pertenecían a dos o más razas. Del total de la población el 2.58% eran hispanos o latinos de cualquier raza.